# Waw (litera)

Arabska litera waw

Fenicka litera waw

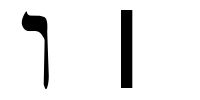
Litera waw w kroju pisma (kolejno od prawej do lewej): nowoczesnym bezszeryfowym i tradycyjnym

Waw (wāw, و) – litera alfabetów semickich, m.in. fenickiego, aramejskiego, arabskiego, hebrajskiego
W języku hebrajskim waw odpowiada dźwiękom [w] (jak w imieniu אווה – Ewa), [o] (jak w אגוז (trb. egoz – orzech) i [u] (jak w נורה trb. nura – żarówka). W zapisie zwięzłym (wokalizowanym – כתיב חסר, trb. ktiw chaser) jej odczytanie jako [o] sygnalizuje kropka nad literą, zwana cholam, a jako [u] – kropka wewnątrz litery (zwana szuruk). Brak nikudu oznacza wymowę jako [w]. W zapisie pełnym (כתיב מלא, trb. ktiw male) często jest podwajana jeżeli należy odczytać ją jako [w]. W wyrazach obcego pochodzenia dwa waw obok siebie czytamy jak polskie ł.